# Ułar kaukaski
Ułar kaukaski (Tetraogallus caucasicus) – gatunek dużego ptaka z rodziny kurowatych (Phasianidae), zamieszkujący Kaukaz. Nie wyróżnia się podgatunków.

## Morfologia
Długość ciała 56 cm, masa samca: około 1900 g, samicy: 1700 g.
Cechy charakterystyczne: szary spód ciała, pierś intensywnie prążkowana, rdzawy kark. Samica bledsza od samca.

## Występowanie
Góry Kaukaz – skaliste stoki, często w pobliżu skraju lasów, 2500 do 4000 m n.p.m.

## Pokarm
Głównie różne części roślin (zależnie od ich dostępności i pory roku), głównie traw. Młode ptaki jedzą więcej roślin motylkowych.

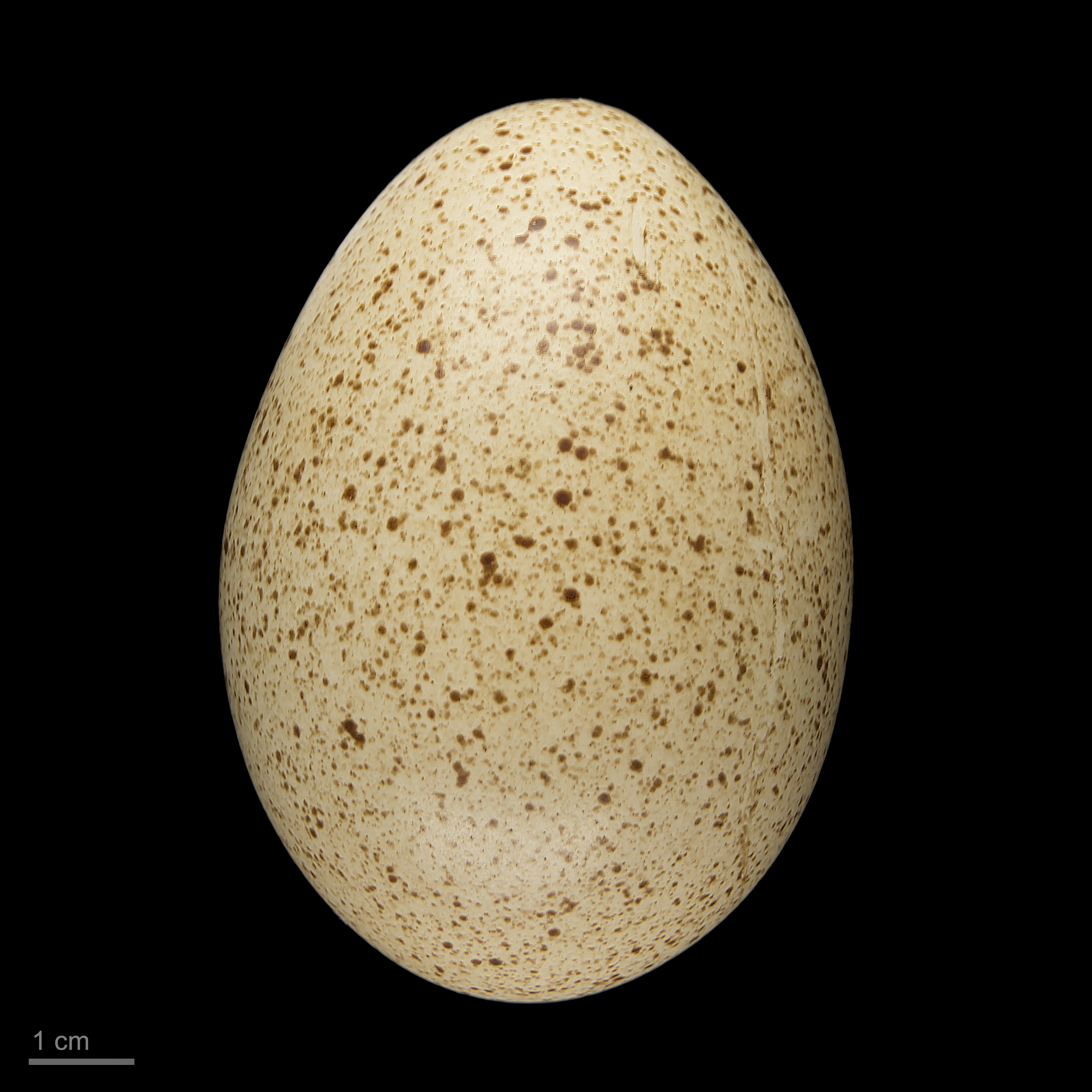
Jajo

## Rozród
Składa jaja od kwietnia do lipca. Gniazduje na ziemi, często pod nawisem skalnym. Samica składa 5 do 8 jaj, wysiaduje sama przez około 28 dni. Młode osiągają dojrzałość płciową po roku.

## Status
Międzynarodowa Unia Ochrony Przyrody (IUCN) uznaje ułara kaukaskiego za gatunek najmniejszej troski (LC – least concern) nieprzerwanie od 1988 roku. Liczebność populacji szacuje się na 6–32 tysiące dorosłych osobników. Trend liczebności populacji jest stabilny. Do głównych zagrożeń dla gatunku należą degradacja siedlisk wskutek nadmiernego wypasu zwierząt hodowlanych oraz polowania.